# Paralimnophila (Paralimnophila) eucrypta
Paralimnophila (Paralimnophila) eucrypta is een tweevleugelige uit de familie steltmuggen (Limoniidae). De soort komt voor in het Australaziatisch gebied.